# Rockford, Alabama
Rockford là một thị trấn thuộc quận Coosa, tiểu bang Alabama, Hoa Kỳ. Dân số năm 2009 là 387 người, mật độ đạt 45 người/km².